# جاك سكوت (سياسي)
جاك سكوت (بالإنجليزية: Jack Scott)‏ هو سياسي أمريكي، ولد في 24 أغسطس 1933. حزبياً، نشط في الحزب الديمقراطي. وقد انتخب عضو مجلس ولاية كاليفورنيا وانتخب عضو جمعية ولاية كاليفورنيا وانتخب كلية باسادينا سيتي ‏.